# Marie Adam-Doerrer
Marie Adam-Doerrer (Mulhouse, 23 maart 1838 - Bern, 29 juli 1908) was een Duits-Zwitserse feministe.

## Biografie
Marie Adam-Doerrer groeide op in Baden in een gezin van kleine landbouwers. Ze vervoegde de Sociaaldemocratische Partij van Zwitserland (SP/PS) nadat ze haar spaargeld verloor bij het faillissement van haar spaarbank.
In 1887 was ze een van de medeoprichtster van de Bernse Arbeiterinnenverein en in 1902 tevens van de Bernse Tagelöhnerinnenverein, waarvan ze tot 1908 ook voorzitster was. Daarnaast zat ze ook de Wöchnerinnen-Unterstützungsverein voor. Vanaf 1900 was ze lid van de Bund Schweizerischer Frauenvereine (BSF). Ze was tevens betrokken bij de werkzaamheden van de commissie voor de moederschapsverzekeringen.
Op het Internationale Vrouwencongres in Berlijn in 1904 bepleitte ze de samenwerking tussen de arbeidstersbewegingen en de vrouwenorganisaties van de burgerij.